# یوتی‌سی ۹:۰۰-

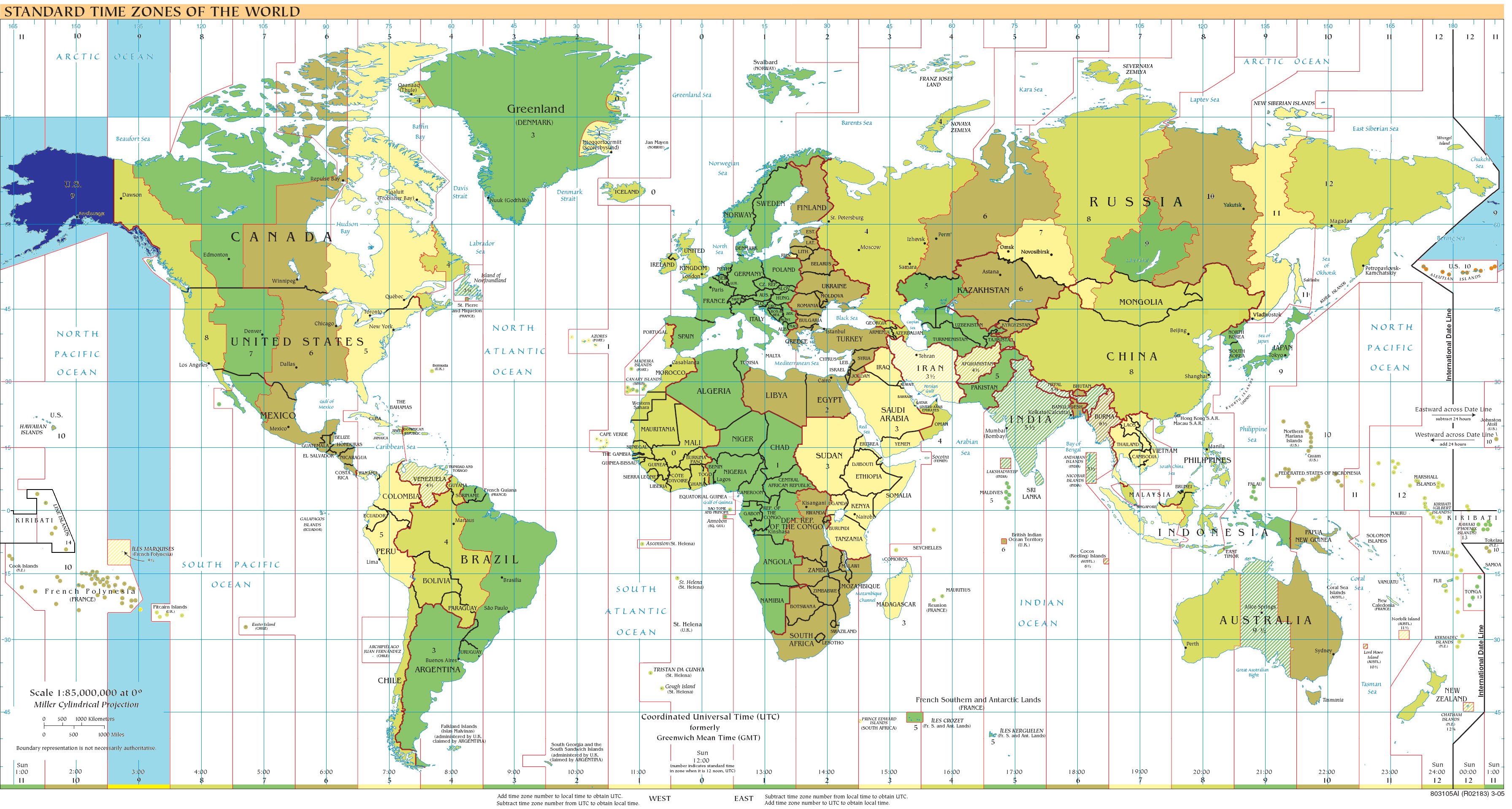
گرینویچ-۹: آبی (دسامبر)، نارنجی (ژوئن)، زرد (در تمام طول سال)، آبی روشن - مناطق دریایی

هم‌اکنون زمان‌بندی گرینویچ منهای ۹ (به انگلیسی: UTC-9).

## به عنوان زمان استاندارد (در تمام طول سال)
- پلی‌نزی فرانسه
  - جزایر گامبیر

## به عنوان زمان استاندارد (زمستان نیم‌کره شمالی)
- ایالات متحده آمریکا
  - آلاسکا (جز برای جزایر آلئوتیان) 
 (زمان استاندارد آلاسکا)

## به عنوان زمان تغییر ساعت تابستانی
- ایالات متحده آمریکا
  - آلاسکا - فقط جزایر آلئوتیان (زمان استاندارد هاوایی-آلئوتیان)